# 21 a.C.
21 a.C. foi um ano comum do século I a.C. que durou 365 dias. De acordo com o Calendário Juliano, o ano teve início e terminou a um domingo. a sua letra dominical foi A.
| Ano completo                    |
| ------------------------------- |
| Ano comum com início ao domingo |

## Eventos
- Marco Lólio e Quinto Emílio Lépido cônsules romanos.
- Augusto convoca Agripa, que estava na Ásia, para vir à Sicília. Augusto ordena que Agripa se divorcie de sua esposa, que era sobrinha de Augusto, e se case com Júlia, filha de Augusto que havia se tornado viúva com a morte de Marcelo.[1][Nota 1]
- Zenodoro aluga, para os árabes, a região de Auranita, apesar desta região ter sido dada, por Augusto, a Herodes.[1]
- Augusto, após organizar a Sicília, vai à Grécia, e retira, de Atenas, Egina e a Erétria, porque Atenas havia apoiado Antônio.[1]
- Candace,[quem?] rainha da Etiópia, ataca a guarnição de Premnida. Petrônio entra na cidade e a reforça, e a rainha aceita um acordo de paz.[1]
- Augusto, após organizar os assuntos da Grécia, vai para Samos, onde passa o inverno.[1]
- O povo da Arménia leva a Augusto queixas contra seu rei, Artaxias (ou Artabazes, Artaxis), filho de Artavasdes, que havia sido removido à traição por Antônio. Eles pedem que seu rei fosse Tigranes, irmão de Artaxias. Augusto envia Tibério à Arménia para remover Artaxias e instalar Tigranes como rei.[1]
- Os embaixadores de Candace chegam a Samos, e o encontram a ponto de viajar para a Síria e de enviar Tibério para a Arménia. Augusto isenta os etíopes de pagar tributo.[1]